# Исаево (Нестеровское сельское поселение)
Исаево — деревня в Сокольском районе Вологодской области.
Входит в состав Нестеровского сельского поселения, с точки зрения административно-территориального деления — в Нестеровский сельсовет.
Расстояние по автодороге до районного центра Сокола — 42 км, до центра муниципального образования Нестерова — 11 км. Ближайшие населённые пункты — Иваниха, Сониха, Медведево, Копосиха.
По данным переписи в 2002 году постоянного населения не было.